# Pont Kaiser-Wilhelm
Le Pont Kaiser-Wilhelm est un pont tournant situé à Wilhelmshaven au nord de l'Allemagne.
Construit en 1907, c'est à l'époque le plus grand pont tournant d'Europe.

## Caractéristiques
Le pont a une longueur de 159 m pour une largeur de 8 m.

## Historique
La construction a commencé en 1905, pour se terminer en 1907. 
En 1998 le mécanisme a été endommagé partiellement lors d'une collision, et en 2003 une autre collision avec un cargo l'a endommagé de façon significative. Il a été fermé entre septembre 2010 et septembre 2013 pour réparations.